# Национални парк Домоглед — Долина Черне
Национални парк Домоглед — Долина Черне (рум. Parcul Național Domogled - Valea Cernei) је национални парк на југозападу Румуније који се простире на територијама округа Горж, Караш-Северин и Мехединци.
Национални парк је основан 1990. године, а површина износи 61.211 хектара чинећи га највећим у Румунији. Подручје парка се углавном поклапа са сливом реке Черне који је ограничен планинским венцима Черна, Годеану, Валкан и Мехединци.
Од 2017. године, три подручја букових шума у оквиру националног парка су уписана на листу Светске баштине Унеска у оквиру „Древних и нетакнутих букових шума Карпата и других региона Европе” које се поред Румуније простиру у још 17 земаља Европе.
Област националног парка је од 2007. заштићена и као подручје од значаја за заједницу (SCI) и као подручје посебне заштите (SPA) у оквиру европске еколошке мреже Натура 2000. Површина  износи 62.171 ha основано ради очувања великог броја станишта од значаја за заједницу, биљке, сисаре, водоземце, гмизавце, бескичмењаке и рибе. Површина  износи 66.617 ha основана у циљу заштите врста птица од значаја за заједницу. Натура подручја се мање-више поклапају са подручјем националног парка с тим да се SPA подручје мањим делом простире и на територији округа Хунедоара.

## Географија
Национални парк „Домоглед — Долина Черне” се налази на југозападу Румуније и простире се на територијама округа Горж, Караш-Северин и Мехединци. Површина парка износи 61.211 хектара од којих 29.806 ha (48,69%) припада округу Горж, 23.185 ha (37,88%) округу Караш-Северин, а 8.220 ha (13,43%) округу Мехединци.
Национални парк обухвата слив реке Черне од њеног изворишта па све до ушћа Белареке, њене десне притоке. Слив Черне се ограничен планинским венцима, Черна и Годеану који ограничавају десни део слива Черне и планинама Валкан и Мехединци које ограничавају леви део слива.

### Геоморфологија
Долина реке Черне, усечена у Карпате, раздваја два планинска венца. Са десне стране долине уздижу се планине Годеану и Черна које се пружају све до ушћа Белареке у Черну. У масиву Годеану преовлађују заобљени врхови и равне и благо заталасане површи. Између врхова Палтина и Годеану висина се одржава 2.000—2.250 m са врховима Палтина (2.149m), Скурту (2.090m), Гардоману (2077m), Галбена (2.194 m), Стана Маре (2.113 m), Пијатра Скаришоара  (2.191 m), Мочирлију (2.106 m), Годеану (2.229 m) и Олану (1.990 m). На планину Годеану југозападно се наставља планина Черна која прати десни део долине Черне у дужини од 40 km од долине реке Олану до ушћа Белареке у Черну.
Планина Мехединци прати долину Черне са леве стране са врховима 1.000—1.200 m са изузетком врхова Варфул луј Стан (1.466 m) и Пјатра Клошанилор (1.421 m) који прелазе 1.400 m. Леви део долине Черне је доста ужи у односу на десни део што даје долини асиметричан изглед. У јужном делу планине, између врхова Варфул луј Стан и Домоглед, налази се највећа кречњачка површина у региону испрекидана крашким долинама Цасна, Плоштина, Падина Сеака, Желерау и Ферегари. На том подручју се налазе разноврсни крашки облици, шкрапари, вртаче, суве долине, крашка поља (Белетина, Појана Чербулуј, Појана, Мусуроаје), клисуре (Цасна, Желарау, Ферегари), водопади (Кочу), понори и пећине.
Посебну геоморфолошку карактеристику долине Черне чине низови узвишења који прате Черну са леве или десне стране и која се називају чучеве (рум. ciuceve) и ђанцури (рум. geanțuri, једнина: geanț, ђанц). Мали кречњачки масиви, чучеве, прате Чернишоару затим Черну прво са леве, а потом прелазе на десну страну при чему им се висина смањује. Ђанцури, сличне чучевама, прате Черну од Черна-Сата (Ђанцул Коркоајеј) до долине Аршаске.
На територији парка налази се 887 пећина, од којих се 576 (65%) налази у кречњачким пределима северно од долине реке Аршаске. Најзначајније су пећине Мартел, Пештера Лазулуј, Велика пећина, Кравља пећина, Клошани, Пећина код Дубоког потока, Хладна пећина, Бела пећина и Водена пећина. Посебно су занимљиве и значајне пећине у близини градића Баиле Херкулане у којима постоје термални извори што је јединствена појава у Румунији и једна од ретких у свету. Те пећине су Парна пећина (рум. Grota cu Aburi), Адамов понор (рум. Avenul lui Adam), Пећина расцепа (рум. Peștera de la Despicătură) и Херкулес (рум. Hercules). У оквиру националног парка налазе се две пећине класе А (пећине изузетне вредности које су због научног интереса или ресурсних специфичности репрезентативне за национално и међународно спелеолошко наслеђе), а то су пећина Клошани и пећина Чоака ку Бребенеј.

### Хидрологија
Хидрографска мрежа у парку је веома разноврсна, како по изгледу тако и по режиму, што је последица разноврсне литолошке грађе. Река Черна настаје уливањем вода из врела Черне (Избукул Чернеј) у реку Чернишоару, која извире подно врха Палтина на планини Годеану. Посебна карактеристика Черне представља њен праволинијски ток на великој удаљености као и ушћа њених притока под углом од 90°. Слив Черне је изразито асиметричан, са великим бројем притока на десној страни. Са великих висина Годеануа се спуштају притоке дуге 8—10 километара (Карбунеле са притоком Радотесом, Јованул која настаје спајањем потока Мочирлију и Скарица, Балмешул, Наиба, Курмазиша, Олану са својим притокама Михок, Оланелул, Параул Лунг и Стерминосул). На планини Черни, на надморској висини 1.300—1.700 m, извиру релативно константни водотокови као што су Михалка, Јауна (са притокама Јауна Маре и Јауна Мика), Топенија, Нанесул, Јута, Присачина и Бедина. Део слива, лево од Черне се може поделити на два подручја одређена различитом геолошком грађом. У северном делу налазе се стални токови дужине 3—4 km као што су Рамнуца Маре, Рамнуца Мика и Аршаска са потоком Огашул Драчилор. Јужни део има слабо развијену хидрографску мрежу са привременим токовима који губе воду у коритима. За ово подручје су карактеристичне суве и слепе долине.
Преграђивањем Черне створене су две вештачке акумулације: Присака (Херкулане) са запремином од око 14 милиона m³ и Черна (Ваља луј Јован) са запремином од 120 милиона m³. Језеро Черна је део хидроенергетског комплекса Черна — Мотру — Тисмана.
Посебан туристички значај имају два познатија водопада Кочу и Вантуратоареа. Висина водопада Вантуратоареа износи 47 метара и до њега постоји обележена туристичка стаза.
У сливу Черне присутни су и минерални извори, од којих су посебно значајни они у Баиле Херкуланеу који се користе још из римског периода. Извори су стални, температуре 40—60 °C, хипотонични са садржајем сумпора, хлора, натрујума, калцијума или са малим минералним садржајем.

## Флора и фауна

### Флора
75% територије националног парка је покривено шумама. Преовлађују шуме букве (Fagus sylvatica), а присутне су и шуме смрче (Picea abies), јеле (Abies alba), брдског бреста (Ulmus montana), јавора (Acer pseudoplatanus), белог јасена (Fraxinus excelsior), граба (Carpinus betulus), јасике (Populus tremula), леске (Corylus avellana), мукиње (Sorbus aucuparia) и курике (Euonymus europaeus). Највеће површине заузимају букове шуме које чине европска буква (Fagus sylvatica), мезијска буква (Fagus sylvatica var. moesiaca), источна буква (Fagus orientalis), брдски брест (Ulmus montana) и јавор (Acer pseudoplatanus). Због медитеранског утицаја у састав букових шума улази и храст китњак (Quercus petraea) и јавор (Acer pseudoplatanus). Горња шумска граница је на 1.800 метара. На висинама 1.700—1.800 m преовлађује жбунаста вегетација, пре свега рододендрона (Rhododendron kotschy), а на 1.500—1.800 m може се наћи боровница (Vaccinium myrtillus). На прелазу између планинских рудина и шума, расту жбунови које у северном и северозападном делу парка чине бор кривуљ (Pinus montana), док на просторима Аржане, висовима Мехединција и виса Осља Ромањаска расте патуљаста клека (Juniperus nana).
Флору националног парка „Домоглед — Долина Черне” чине око 1.110 врста виших васкуларнихх биљака од којих 66 врста (6% васкуларних биљних врста) из 23 фамилија чине ретке, угрожене и делимично ендемичне врсте. Од биљних врста наведених у Анексу II Директиве о стаништима, на подручју парка присутне су Campanula serrata, Himantoglossum caprinum и Cypripedium calceolus (госпина папучица). Поред ових присутне су и значајне глобално угрожене врсте (по Гоји и Грози 2006) Minuartia graminifolia ssp. graminifolia и Minuartia hirsuta ssp. frutescens, а од угрожених врста на европском нивоу пристутне су Fritillaria orientalis, Ruscus aculeatus (кострика), Campanula abietina, Galanthus nivalis (висибаба), Gentiana lutea (жута линцура) и Typha shuttleworthii (шатлевортов рогоз).
Угрожене ендемске врсте у националном парку су Dianthus giganteus ssp. banaticus, Athamantha turbith ssp. hungarica, Thlaspi dacicum ssp. banaticum, Sorbus borbasii, Primula auricula ssp. serratifolia, Edraianthus graminifolius ssp. kitaibelii, Thymus comosus, Centaurea pinnatifida, Pinus nigra ssp. banatica (црни бор, банатски), Linum uninerve и Anthemis carpatica. Угрожене субендемске врсте су: Veronica spicata ssp. crassifolia, Scabiosa columbaria ssp. pseudobanatica, Clinopodium pulegium, Galium kitaibelianum, Centaurea stenolepis ssp. bansagensis. Остале значајне ретке биљке су Scutellaria alpina, Carduus lobulatiformis, Verbascum vandasii и Linum hologynum.
- Primula auricula
- Thymus comosus
- Anthemis carpatica
- Sorbus borbasii
- Campanula serrata
- Gentiana lutea
- Ruscus aculeatus

### Фауна
Због својих биогеографских, билошких и климатских карактеристика, национални парк „Домоглед — Долина Черне” има изузетно богату и разноврсну фауну са великим бројем врста од изузетног научног значаја којима је подручје националног парка једино станиште у Румунији или чак у свету.
Међу значајним врстама на подручју националног парка наводе се:
- Бескичмењаци — Oxyporus mannerheimii, Leptidea morsei (шиљати млинар), Nymphalis vaualbum (мрки многобојац), Gortyna borelii lunata (расковников лептир), Cordulegaster heros (велики коњиц даждевњак), Lucanus cervus (јеленак), Chilostoma banaticum, Austropotamobius torrentium (поточни рак), Buprestis splendens, Carabus variolosus, Euphydryas maturna (шумски шаренац), Maculinea teleius (мочварни мравник), Odontopodisma rubripes, Pholidoptera transsylvanica, Cerambyx cerdo (велика храстова стрижибуба), Morimus funereus (букова стрижибуба), Rosalia alpina (алпска стрижибуба), Paracaloptenus caloptenoides, Osmoderma eremita (буба пустињак), Rhysodes sulcatus, Callimorpha quadripunctaria и Lycaena. Остале врсте бескичмењака од значаја за заштиту су Cucujus cinnaberinus, Ophiogomphus cecilia (змијски разроки коњиц), Neptis sappho (обични једрењак), Arethusana arethusa (лажна скривалица) и Coenonympha leander (оранж нимфа).
- Рибе — Aspius aspius (буцов), Barbus meridionalis (поточна мрена), Gobio uranoscopus (танкорепа кркуша), Sabanejewia aurata (златни вијун), Cottus gobio (пеш) и Eudontomyzon danfordi. Такође, од осталих врста идентификована је Cobitis taenia (вијун).
- Сисари — Lutra lutra (видра), Ursus arctos (мрки медвед), Lynx lynx (обични рис), Canis lupus и Felis silvestris (дивља мачка). Остале значајне врста сисара су: Vulpes vulpes (риђа лисица), Meles meles (јазавац), Martes martes (куна златица), Martes foina (куна белица), Mustela nivalis (мала ласица), Cervus elaphus (обични јелен), Capreolus capreolus (срна), Rupicapra rupicapra (дивокоза), Sus scrofa (дивља свиња), Lepus europaeus (европски зец), Glis glis (обични пух), Dryomys nitedula (шумски пух), Muscardinus avellanarius (пух орашар), Sciurus vulgaris (обична веверица), Apodemus flavicollis (жутогрли миш), Apodemus sylvaticus (шумски миш), Microtus arvalis (пољска волухарица), Microtus agrestis (мочварна ливадска волухарица), Mus musculus (кућни миш), Rattus rattus (црни пацов), Erinaceus concolor (белопрси јеж), Sorex alpinus (алпска ровчица), Sorex araneus (шумска ровчица), Sorex minutus (мала ровчица), Neomys anomalus (мочварна ровчица), Crocidura leucodon (пољска ровчица) и Crocidura suaveolens (вртна ровчица).
- Слепи мишеви — Myotis blythii (мали мишоухи вечерњак), Myotis myotis (велики мишоухи вечерњак), Miniopterus schreibersii (дугокрили прстењак), Myotis capaccinii (дугопрсти вечерњак), Myotis emarginatus (шиљоухи вечерњак), Myotis bechsteini (дугоухи вечерњак), Rhinolophus blasii (средоземни потковичар), Rhinolophus euryale (јужни потковичар), Rhinolophus ferrumequinum (велики потковичар) и Rhinolophus hipposideros (мали потковичар). Остале значајне идентификоване врсте су Barbastella barbastellus (широкоухи љиљак), Eptesicus serotinus (велики поноћњак), Hypsugo savii (дугодлаки слепи мишић), Myotis alcathoe (мали бркати вечерњак), Myotis daubentonii (водени вечерњак), Myotis mystacinus (црни бркати вечерњак)/Myotis brandtii (велики бркати вечерњак), Nyctalus lasiopterus (велики ноћник), Nyctalus leisleri (мали ноћник), Nyctalus noctula (средњи ноћник), Pipistrellus kuhlii (белоруби слепи мишић), Pipistrellus nathusii (шумски слепи мишић), Pipistrellus pipistrellus (обични слепи мишић), Pipistrellus pygmaeus (патуљасти слепи мишић), Plecotus austriacus (европски сиви дугоушан), Plecotus auritus (европски смеђи дугоушан) и Vespertilio murinus (двобојни вечерњак).
- Водоземци и гмизавци — Bombina variegata (жутотрби мукач) и Testudo hermanni (шумска корњача).
- Птице — Aquila chrysaetos (сури орао), Bonasa bonasia (лештарка), Bubo bubo (буљина), Caprimulgus europaeus (легањ), Circaetus gallicus (змијар), Dendrocopos leucotos (планински детлић), Dendrocopos medius (средњи детлић), Dendrocopos syriacus (сеоски детлић), Dryocopus martius (црна жуна), Falco peregrinus (сиви соко), Ficedula albicollis (беловрата мухарица), Ficedula parva (мала мухарица), Pernis apivorus (осичар), Picus canus (сива жуна), Sylvia nisoria (пиргаста грмуша), Strix uralensis (дугорепа сова), Lullula arborea (шумска шева), Lanius collurio (руси сврачак), Emberiza hortulana (виноградска стрнадица), Anthus spinoletta (планинска трептељка), Anthus trivialis (шумска трептељка), Cuculus canorus (обична кукавица) и Dendrocopos major (велики детлић).

- Алпска стрижибуба
- Карпатски шкорпион
- Шумска корњача
- Црни бркати вечерњак
- Мрки медвед
- Сури орао

## Унескове шуме
На 41. седници Комитета Светске баштине Унеска 7. јула 2017. године, које је одржано у Кракову у Пољској, шуме у националном парку Домоглед — Долина Черне уписане су на листу Светске баштине проширењем Унесковог места „Нетакнуте букове шуме Карпата и древне букове шуме Немачке” који од тада носи назив „Древне и нетакнуте букове шуме Карпата и других региона Европе”. У састав овог места улазе шуме 18 европских земаља, а у Румунији се на листи налазе 12 шума од којих су три у оквиру националног парка Домоглед — Долина Черне: Домоглед — Коронини — Бедина, Јауна Крајовеј и Чучевеле Чернеј. Подручје уписано на листу обухвата велике површине нетакнутих букових шума, од чистих букових до мешовитих шума букве са четинарским и листопадним дрвећем.
| Назив                        | Румунски назив               | Површина у | Површина тампон зоне у | Координате                                                  |
| Домоглед — Коронини — Бедина | Domogled — Coronini — Bedina | 5.110,63   | 51.461,28              | 44° 56′ 31″ N 22° 28′ 7″ E / 44.94194° С; 22.46861° И       |
| Јауна Крајовеј               | Iauna Craiovei               | 3.517,36   | 51.461,28              | 45° 6′ 25.2″ N 22° 33′ 57.6″ E / 45.107000° С; 22.566000° И |
| Чучевеле Чернеј              | Ciucevele Cernei             | 1.104,27   | 51.461,28              | 45° 15′ 0″ N 22° 50′ 24″ E / 45.25000° С; 22.84000° И       |

## Резервати природе
Унутар националног парка су утврђена 12 резервата природе, осам мешовитог, два спелеолошког и по један ботаничког и шумског карактера. Према критеријумима МУЗП (IUCN) сви резервати природе одговарају категорији IV — заштићена станишта.
| Назив                                                            | Румунски назив                                                     | Тип         | Површина у | Округ         |
| Домоглед                                                         | Domogled                                                           | мешовити    | 2.382,8    | Караш-Северин |
| Коронини—Бедина                                                  | Coronini-Bedina                                                    | мешовити    | 3.864,8    | Караш-Северин |
| Јауна—Крајова                                                    | Iauna-Craiova                                                      | мешовити    | 1.545,1    | Караш-Северин |
| Беларека                                                         | Belareca                                                           | мешовити    | 1.665,7    | Караш-Северин |
| Јардаштица                                                       | Iardaștița                                                         | шумски      | 501,6      | Караш-Северин |
| Пећина Јона Барзонија                                            | Peștera lui Ion Bârzoni                                            | спелеолошки | 0,1        | Караш-Северин |
| Пијатра Клошанилор укључујући пећине Клошани и Чоака ку Бребенеј | Piatra Cloșanilor inclusiv peşterile Cloşani și Cioaca cu Brebenei | мешовити    | 1.730,0    | Горж          |
| Чучевеле Чернеј                                                  | Ciucevele Cernei                                                   | мешовити    | 1.166,0    | Горж          |
| Пећина Мартел                                                    | Peștera Martel                                                     | спелеолошки | 2,0        | Горж          |
| Клисура Коркоаја                                                 | Cheile Corcoaiei                                                   | мешовити    | 34,0       | Горж          |
| Станов врх                                                       | Vârful lui Stan                                                    | ботанички   | 120,0      | Мехединци     |
| Долина Цасна                                                     | Valea Țăsna                                                        | мешовити    | 160,0      | Мехединци     |

## Туризам
Национални парк због специфичних природних вредности као што су крашки рељеф, субмедитеранска клима, река Черна са притокама, диверзитет флоре и фауне представља подучје са великим туристичким потенцијалном. Поред тога, значајан допринос туризму у парку даје и Баиле Херкулане, варош и бања која привлачи велики број туриста.
Значајни природни туристички потенцијал националног парка се огледа у спектакуларним, сликовитим пејзажима међу којима се издвајају:
- Кречњачке падине са банатским црним бором које се чешће јављају у источном и југоисточном делу парка
- Кањони потока и речица међу колима су најрепрезентативнији они које формирају реке Рамец и Цасна
- Кречњачки платои са субмедитеранском вегетацијом значајан за ендемске врсте (Варфул луј Стан, Домоглед)
- Вековне шуме букве са примерцима букви изузетних величина старих преко 200 година међу којима се издвајају оне у долини река Крајова, Олану, Јовану, Карбунеле, Радотеаса итд.
- Планинске голети са бором кривуљем карактеристичне за високе пределе планине Годеану
- Планинска акумулациона језера (Ваља луј Јован и Херкулане)
- Кречњачке клисуре међу којима је најпознатија клисура Коркоаја коју је формирала Черна у близини села Черна-Сат. На Черни се налазе и клисуре Пијатра Пушката и Ла Переци, а у горњем току клисура Чернишоаре. Најпознатије клисуре левих притока Черне су клисуре река Селиште (Печинишка), Пролаз, Желерау и Цасна, а од клисура десних притока напознатија је клисура Присачине.
- Изоловани засеоци који представљају посебну туристичку вредност подручја у којима се живот одвија у складу са природом и чувају се традиционални обичаји
- Шкрапе које се могу наћи на планини Мехединци, тачније на Талви, Пијатри Маре а Клошанилор и Појани Белетини. Део су специфичног екосистема субалпских пашњака
- Крашка поља која представљају најзначајније крашке облике присутна су на планини Мехединци од долине реке Аршаске до виса Домоглед
- Пећине, укључујући и „термалне пећине” које су јединствене у Румунији и врло ретке у свету
- Водопади међу којима се издвајају водопад Вантуратоареа висине око 40 m и водопад Кочу висине 120 m који се сматра једним од највиших у Румунији[13]
- Извор Черне који се сматра најснажнијим извором у Румунији са протоком 1,5—1,6 m³/s[13]

У туристичке активности у парку спадају планинарење обележеним туристичким рутама, посматрање флоре и фауне, пењање, фотографисање пејзажа, купање у термалним изворима, излети, доживљај традиционалне културе у изолованим заједицама, испробавање традиционалних производа, рафтинг и кањонинг.